# 日本消費者協会
一般財団法人 日本消費者協会（にほんしょうひしゃきょうかい、略称：日消協、英語：Japan Consumers' Association）は、消費者教育・啓発・情報提供事業、消費者相談事業を実施している法人。元経済産業省所管。

## 概要
1961年（昭和36年）9月に財団法人として設立。日本ではじめての商品テスト、消費者啓発の専門機関として誕生した。財団法人日本生産性本部の消費者教育室を母体としている。
消費者啓発を事業とし、月刊消費者の発行、消費者力検定試験、苦情相談、消費生活コンサルタント養成講座などを行っている。
2011年3月刊行の4月号をもって『月刊消費者』が休刊となった。

### 役職者
- 理事長 - 村千鶴子（東京経済大学教授・弁護士）
- 専務理事 - 橋本康正（当協会）
- 理事 - 宇都宮健児（日弁連元会長）
- 理事 - 宮下修一（中央大学教授）
- 理事 - 河野康子（消費者スマイル基金理事長）
- 理事 - 角田信之（日本生産性本部参与）
- 理事事務局長 - 田中大輔（当協会）

## 刊行物
- 消費者力検定公式参考書
- 葬儀に関するアンケート調査報告書（第1回～第8回までは全日本葬祭業協同組合連合会からの委託事業。第9回以降は協会独自実施）
- 美容医療サービス契約書

## 所在地
- 東京都千代田区神田神保町1丁目18番1号 千石屋ビル3階

## その他
主婦連脱退
1969年9月6日、主婦連合会と全国地域婦人団体連合会は、協会の理事を辞任することを決定。競輪収益を受け入れている協会に反対するための行動。
著作物使用の事前許諾
財団の著作物の引用・転載について、学術研究目的以外は事前に財団への許諾申請および許諾料が必要としている。